# Múlaþing
Múlaþing est une municipalité du nord-est de l'Islande qui a été formée en 2020 à la suite de la fusion de Fljótsdalshérað, Seyðisfjörður, Borgarfjarðarhreppur et Djúpavogshreppur.
C'est la deuxième plus grande municipalité du pays par sa superficie (après Þingeyjarsveit) ). La plus grande ville de la municipalité est Egilsstaðir, avec une population d'environ 2 500 habitants. La deuxième plus grande ville est le port de Seyðisfjörður, l'une des plus anciennes communes d'Islande.

## Jumelages
La ville de Múlaþing est jumelée avec :
- Eidsvoll (Norvège)
- Raseborg (Finlande)
- Runavík (Îles Féroé)
- Skara (Suède)
- Sorø (Danemark)